# Fossombronia husnotii
Fossombronia husnotii là một loài Rêu trong họ Fossombroniaceae. Loài này được Corb. mô tả khoa học đầu tiên năm 1890.